# Tim O’Brien (pisarz)
Tim O’Brien, właśc. William Timothy O’Brien (ur. 1 października 1946 w Austin, Minnesota) – amerykański pisarz opowiadający głównie o swoich doświadczeniach w czasie wojny wietnamskiej i o wpływie tej wojny na Amerykanów tam walczących.

## Życiorys
Wychowywał się w Worthington. Studiował politologię na Macalester College w Saint Paul. Bakalaureat uzyskał w 1968 roku. Po studiach walczył w wojnie wietnamskiej. Jego służba trwała 2 lata.
Po powrocie do kraju rozpoczął studia na Uniwersytecie Harvarda. W latach 1971–1974 pracował dla The Washington Post. W 1973 roku wydał książkę If I Die in a Combat Zone, Box Me Up and Ship Me Home, będącą zbiorem jego artykułów o tematyce wojennej. Za książki Northern Lights (1975) i Going After Cacciato (1978) otrzymał National Book Award. Jego działalność literacka inspirowana jest twórczością Williama Faulknera i Ernesta Hemingway’a. W 2013 roku został uhonorowany Pritzker Literature Award za całokształt twórczości.
Jest wykładowcą Texas State University–San Marcos.